# 912
| 912                |
| ------------------ |
| Dødsfald - Fødsler |
|                    |

| Gregoriansk kalender | 912 CMXII               |
| Ab urbe condita      | 1665                    |
| Armensk kalender     | 361 ԹՎ ՅԿԱ              |
| Kinesiske kalender   | 3608 – 3609 辛未 – 壬申 |
| Etiopisk kalender    | 904 – 905               |
| Jødisk kalender      | 4672 – 4673             |
| Hindukalendere       |                         |
| - Vikram Samvat      | 967 – 968               |
| - Shaka Samvat       | 834 – 835               |
| - Kali Yuga          | 4013 – 4014             |
| Iransk kalender      | 290 – 291               |
| Islamisk kalender    | 299 – 300               |

Se også 912 (tal)

## Født
- 23. november - Otto den Store, tysk-romersk kejser (død 973)

## Dødsfald
- Pietro Tribuno, doge i Venedig